# 타코라이스

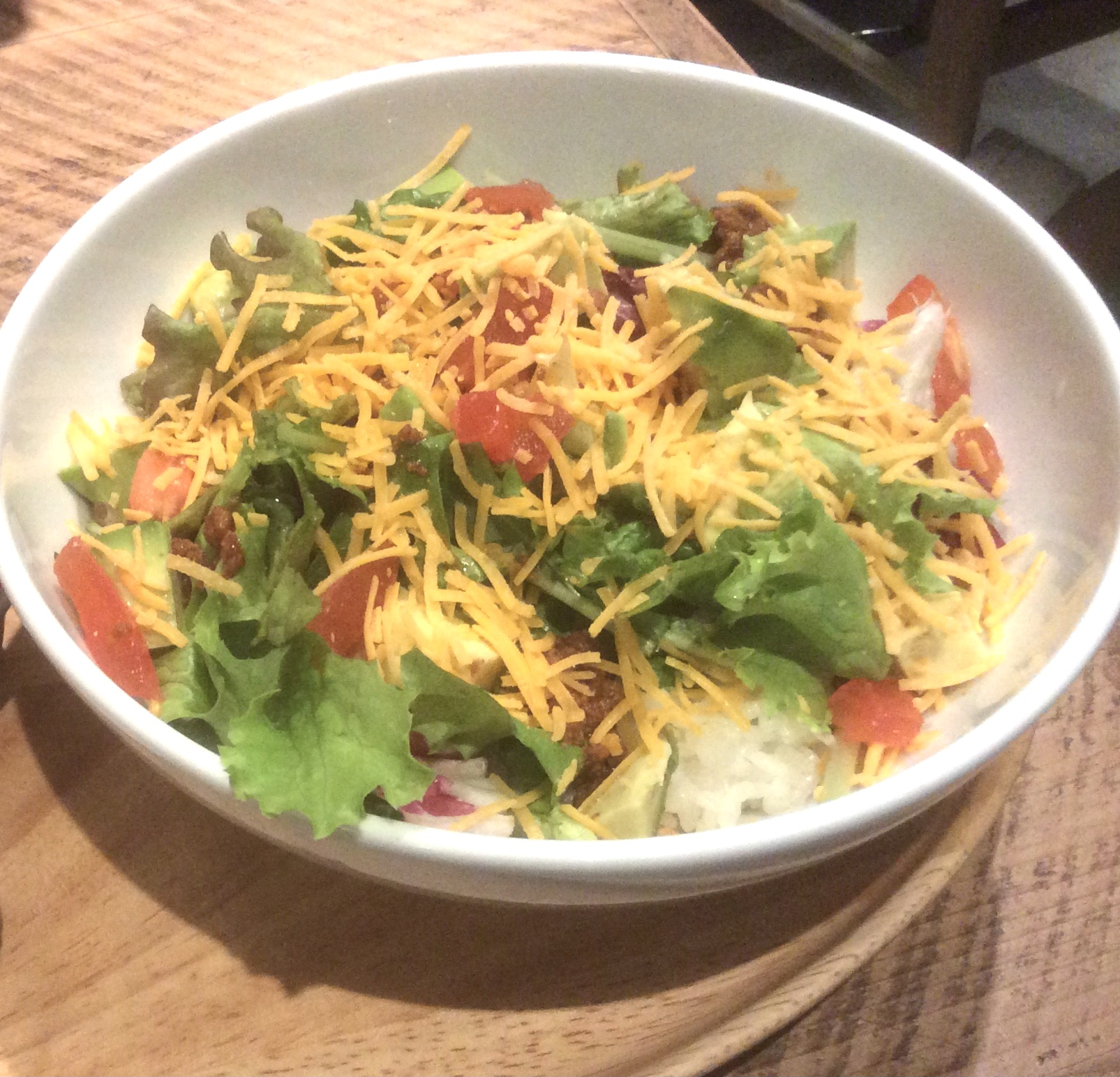
타코라이스

타코라이스(일본어: タコライス)는 타코랑, 치즈, 양상추, 토마토를 쌀밥 위에 올린 오키나와 요리이다. 밥을 아래에다 깔고 타코맛의 분쇄된 소고기를 올려두며, 여기에 잘게 썬 치즈나 양상추, 토마토, 살사를 곁들이곤 한다.